# 클라우디아 네투
클라우디아 테레자 피레스 네투(포르투갈어: Cláudia Teresa Pires Neto, 1988년 4월 18일 ~ )는 포르투갈의 여자 축구 선수로 현재 이탈리아 여자 세리에 A의 ACF 피오렌티나에서 미드필더로 활동하고 있다.

## 클럽 경력
UAC 라구스에서 풋살 선수 생활을 시작했다가 2008년 축구 선수로 전향한 뒤 2008-09 시즌부터 2012-13 시즌까지 스페인 프리메라 디비시온의 사라고사 CFF 소속으로 2번의 코파 델 레이나 준우승(2008-09, 2012-13)에 일조했다.
그리고 2013-14 시즌에는 같은 리그의 RCD 에스파뇰 페메니에서 1시즌동안 활동한 후 2014년부터 2017년까지 스웨덴 다말스벤스칸의 린셰핑 FC 소속으로 리그 2연패(2016, 2017), 스웨덴 여자 컵대회 2연패(2013-14, 2014-15) 및 2회 연속 준우승(2015-16, 2016-17) 등에 기여했다.
그 뒤 2018년부터 2020년까지 독일 프라우엔-분데스리가의 VfL 볼프스부르크에서 활동하며 리그 2연패(2018-19, 2019-20), DFB-포칼 프라우엔 2연패(2018-19, 2019-20) 등에 일조했고 2019-20 시즌 종료 후 이탈리아 여자 세리에 A의 ACF 피오렌티나로 이적했다.

## 국가대표팀 경력
홈에서 열린 아일랜드와의 2006년 알가르브컵 C조 조별리그 1차전(0-1 패)에서 포르투갈 여자 대표팀에서의 첫 경기를 치른 후 UEFA 여자 유로 2017 예선에서 6골을 터뜨렸고 루마니아와의 플레이오프에서도 포르투갈 여자 대표팀 주장으로서의 임무를 수행하며 포르투갈 여자 대표팀의 사상 첫 메이저 대회 본선행을 이끌었다.
그리고 러시아와의 2017년 알가르브컵 A조 조별리그 1차전에서 국제 A매치 통산 100번째 경기에 출전하며 센추리클럽에 가입하는 영예를 안았으며 포르투갈 여자 대표팀의 첫 메이저 대회 본선인 여자 유로 2017에도 출전하여 팀은 비록 조별리그에서 탈락의 고배를 마셨지만 같은 처녀 출전팀인 스코틀랜드와의 D조 조별리그 2차전에서 포르투갈 여자 대표팀의 메이저 대회 사상 첫 승을 이끌었다.

## 수상

### 클럽
사라고사 CFF
- 코파 델 레이나 : 준우승 (2008-09, 2012-13)

 린셰핑 FC
- 다말스벤스칸 : 우승 (2016, 2017)
- 스웨덴 여자컵 : 우승 (2013-14, 2014-15), 준우승 (2015-16, 2016-17)

 VfL 볼프스부르크
- 프라우엔-분데스리가 : 우승 (2018-19, 2019-20)
- DFB-포칼 프라우엔 : 우승 (2018-19, 2019-20)

 ACF 피오렌티나
- 이탈리아 여자 슈퍼컵 : 준우승 (2020-21)